# Камениця-Гурна
Камениця-Гурна (пол. Kamienica Górna) — село в Польщі, у гміні Бжостек Дембицького повіту Підкарпатського воєводства.
Населення — 776 осіб (2011).
У 1975-1998 роках село належало до Тарновського воєводства.

## Демографія
Демографічна структура станом на 31 березня 2011 року:
|          | Загалом | Допрацездатний вік | Працездатний вік | Постпрацездатний вік |
| -------- | ------- | ------------------ | ---------------- | -------------------- |
| Чоловіки | 399     | 105                | 258              | 36                   |
| Жінки    | 377     | 90                 | 199              | 88                   |
| Разом    | 776     | 195                | 457              | 124                  |